# Boursay

Boursay este o comună în departamentul Loir-et-Cher, Franța. În anul 2009 avea o populație de 212 de locuitori.